# 水野高康
水野 高康（みずの たかやす、生没年未詳）は、鎌倉時代初期の武将。尾張国山田荘水野郷（愛知県瀬戸市）・志段味郷（名古屋市守山区）を拠点とした豪族である桓武平氏高望王流水野氏の総領。左近将監。入尾城主。父は水野高家。子に有高がある。
承久3年(1221年)、後鳥羽上皇の院宣に応じて朝廷方として起ち、一族を挙げて山田重忠に属し鎌倉方と戦う（承久の乱）。この時、実子・有高が戦死。
承久の乱の後は京都に移り住み、弟の水野高俊を養子とした。